# Мефодиевка
Мефодиевка (укр. Мефодіївка) — село в Николаевском районе Николаевской области Украины.
Население по переписи 2001 года составляло 16 человек. Почтовый индекс — 57140. Телефонный код — 512.

## Местный совет
57140, Николаевская обл., Николаевский р-н, с. Нечаянное, ул. Одесская, 17